# Gerhard Lantschner
Gerhard „Geri“ Lantschner (* 26. November 1912 in Innsbruck; † 3. September 1943 in Karelien) war ein österreichisch-deutscher Skirennläufer.

## Leben
Gerhard Lantschner entstammt wie seine Geschwister Inge, Hadwig, Gustav und Otto der berühmten Lantschner-Skifamilie, erreichte aber nie die Erfolge der vier Älteren. Er gehörte der Innsbrucker Skiläufervereinigung an und studierte an der Universität Innsbruck. Erste gute Ergebnisse erzielte er bei den Akademischen Weltmeisterschaften 1933 in St. Moritz mit dem dritten Platz im Slalom und dem Vierten in der Kombination. Im selben Jahr wurde er auch Vierter im Slalom von Garmisch und Sechster in der dortigen Kombination. 
Wie seine beiden Brüder Gustav und Otto übersiedelte er 1935 nach Deutschland, wechselte zum deutschen Skiverband und startete nun für den ASV München. Der nächste Podestplatz gelang ihm 1936 mit Rang zwei in der Zugspitze-Abfahrt. Seine größten Erfolge feierte Lantschner 1937 bei den Akademischen Weltmeisterschaften in Zell am See. Er gewann die Abfahrt und die Kombination und wurde Zweiter im Slalom. Auch bei den deutschen Studentenmeisterschaften holte er mehrere Titel und wurde Dritter in der Abfahrt am Feldberg.
Im Anschluss an diese Saison zog sich Lantschner vom Rennsport zurück. Kurz nach Ausbruch des Zweiten Weltkrieges wurde er in die Wehrmacht einberufen. 1943 fiel der Soldat bei Kämpfen in Karelien.